# Chulip
Chu♥lip (チュウリップ?) è un videogioco d'avventura sviluppato nel 2002 da Punchline. Pubblicato da Victor in Giappone, il videogioco è stato distribuito in America Settentrionale da Natsume in occasione della vigilia di san Valentino del 2007 nei negozi della catena GameStop. Nel 2012 è stato reso disponibile su PlayStation Network, all'interno della raccolta "PS2 Classic".

## Trama
Ambientato negli anni 1960, il protagonista è un dodicenne appena trasferitosi in una piccola cittadina giapponese che tenta di conquistare il cuore della ragazzina incontrata durante un sogno.

## Modalità di gioco
Chu♥lip è un videogioco d'avventura in terza persona in cui il personaggio giocante interagisce con l'ambiente e con gli NPC tramite baci. L'obiettivo del gioco è raccogliere gli oggetti necessari a redigere una lettera d'amore. Nel gioco sono presenti diversi rompicapo da risolvere.

## Sviluppo
Chu♥lip è stato ideato da Yoshiro Kimura, ex-membro di Love-de-Lic, già dipendente Square. Originariamente denominato Happy Birthday, è in parte ispirato al videogioco Myst. Presentato all'E3 2004, la localizzazione in inglese del videogioco ha richiesto quattro anni di lavoro: sebbene non siano state apportate modifiche al gioco, nella versione nordamericana è stato incluso un walkthrough all'interno del manuale.